# 중부내륙고속도로지선
| 2001년 이전 고속국도 노선 | 2001년 이전 고속국도 노선       | 2001년 이전 고속국도 노선       |
| ------------------------- | ------------------------------- | ------------------------------- |
| 노선 기호와 사용 연도     |                                 | 7                               |
| 노선 기호와 사용 연도     | 1983년 ~ 1997년                 | 1997년 ~ 2001년                 |
| 노선명                    | 구마고속도로 (고속국도 제7호선) | 구마고속도로 (고속국도 제7호선) |
| 기점                      | 대구광역시 북구                 | 대구광역시 북구                 |
| 종점                      | 경상남도 마산시                 | 경상남도 마산시                 |

중부내륙고속도로의지선(中部內陸高速道路의支線, 고속국도 제451호선)은 대구광역시 달성군을 기점으로, 대구광역시 북구를 종점으로 하는 대한민국의 고속도로이며 중부내륙고속도로의 지선이다. 예전 명칭은 구마고속도로(邱馬高速道路)였는데, 명칭처럼 본래 대구 ~ 마산 간 고속도로 (고속국도 제7호선 (2001년 8월까지), 86.4km)를 일컫다가 2001년 8월에 내서 분기점 ~ 현풍 나들목 구간이 중부내륙고속도로로 편입되면서 현풍 나들목 ~ 금호 분기점 구간으로 축소되었다가 2008년 명칭 변경으로 중부내륙고속도로의 지선이 되었다.
구마고속도로라는 명칭은 대구 ~ 마산 간 중부내륙고속도로와 지선 구간을 전부 합친 구간을 일컫는다. 기존의 본선을 지선화시킨 구마고속도로지선 (이현 나들목 ~ 팔달교)도 있었으나 1996년 7월에 고속도로 목록에서 제외되었다.

## 역사

### 구마고속도로 · 구마고속도로지선
- 1976년 3월 19일 : 경상북도 칠곡군 칠곡면 ~ 경상남도 창원군 내서면 구간을 고속국도 제7호선 대구 ~ 마산선으로 지정[3]
- 1976년 6월 24일 : 내서 분기점 ~ 팔달교 구간 착공
- 1977년 7월 29일 : 구마고속도로 신설을 위해 경상북도 대구시 서구 비산동 ~ 창원군 내서면 중리 84.5km 구간 도로구역 결정[4]
- 1977년 12월 16일 : 내서 분기점 ~ 팔달교 84.5km 구간 왕복 2차로 개통[5]
- 1978년 6월 22일 : 기점을 '경상북도 칠곡군 칠곡면'에서 '경상북도 대구시 서구 비산동'으로 변경함.[6]
- 1978년 12월 26일 : 전 구간 유료화[7]
- 1979년 3월 21일 : 칠서 요금소 설치를 위해 경상남도 함안군 칠서면 청계리 200m 구간을 도로구역으로 결정, 화원 요금소 설치를 위해 경상북도 달성군 화원면 설화동 220m 구간을 도로구역으로 결정[8]
- 1981년 11월 7일 : 기점을 '경상북도 대구시 서구 비산동'에서 '대구직할시 서구 비산동'으로, 종점을 '경상남도 창원군 내서면'에서 '경상남도 의창군 내서면'으로 변경함. 구마고속도로(구마선)으로 노선명 변경[9]
- 1984년 6월 27일 : 옥포 분기점 개통
- 1984년 6월 28일 : 이현 분기점 ~ 금호 분기점 간 2.1km 왕복 4차로 구간 개통[10], 동시에 이현 분기점 ~ 금호 분기점의 구간을 구마고속도로 본선으로 조정하고 이현 분기점 ~ 팔달교 간의 기존 구간이 고속국도 제7의2호선 구마고속도로지선으로 분리[11]
- 1984년 7월 3일 : 고속도로 신규 편입으로 대구직할시 북구 금호동 ~ 서구 이현동 2.4km 구간 도로구역 결정[12]
- 1985년 4월 8일 : 옥포 분기점 ~ 이현 분기점 구간 왕복 4차로 확장공사로 인해 대구직할시 서구 이현동 ~ 경상북도 달성군 옥포면 본리동 12.6km 구간 도로구역 변경[13]
- 1986년 12월 24일 : 옥포 분기점 ~ 이현 분기점 12.5km 구간 왕복 4차로 확장 개통
- 1988년 4월 23일 : 논공공단 나들목 건설을 위해 경상북도 달성군 논공면 본리동 4.1km 구간 도로구역 변경[14]
- 1988년 7월 30일 : 현풍휴게소 (상행) 확장 공사로 인해 경상북도 달성군 현풍면 성하리 130m 구간 도로구역 변경[15]
- 1988년 11월 10일 : 논공공단 나들목 개통[16]
- 1988년 11월 19일 : 창녕 나들목 건설을 위해 경상남도 창녕군 창녕읍 ~ 대지면 3.21km 구간 도로구역 변경[17]
- 1991년 8월 21일 : 남대구 나들목 평면교차로 개량을 위해 대구직할시 달서구 장기동 ~ 월성동 1.5km 구간 도로구역 변경[18]
- 1991년 9월 7일 : 이현 분기점 개량을 위해 대구직할시 서구 이현동 ~ 상리동 1.3km 구간 도로구역 변경[19]
- 1992년 4월 29일 : 종점을 '경상남도 의창군 내서면'에서 '경상남도 창원군 내서면'으로 변경[20]
- 1992년 12월 31일 : 칠원 ~ 내서 구간 왕복 4차로 확장 공사로 인해 경상남도 함안군 칠원면 ~ 창원군 내서면 2.68km 구간 도로구역 변경[21]
- 1994년 3월 24일 : 1995년 12월까지 화원 나들목 요금소 차선 확장을 위해 경상북도 달성군 옥포면 설화리 ~ 간경리 920m 구간 도로구역 변경[22]
- 1994년 6월 1일 : 구마고속도로지선 (이현 분기점 ~ 팔달교 교차로) 2.57km 구간 폐지[23]
- 1995년 3월 14일 : 1995년 12월까지 달성 나들목 요금소 신설을 위해 경상북도 달성군 옥포면 송촌리 270m 구간 도로구역 변경[24]
- 1995년 3월 24일 : 1995년 12월까지 창녕 나들목 요금소 신설을 위해 경상남도 창녕군 창녕읍 직교리 140m 구간 도로구역 변경[25], 칠서휴게소 신설을 위해 경상남도 함안군 칠서면 용성리 750m 구간, 영산휴게소 신설을 위해 경상남도 창녕군 영산면 신제리 600m 구간 도로구역 변경[26], 마산시 회원구 내서면 구간 확장 및 칠원 요금소 신설을 위해 경상남도 함안군 칠원면 오곡리 ~ 마산시 회원구 내서면 중리 2.83km 구간을 2.76km로 도로구역 변경[27]
- 1995년 6월 1일 : 이현 나들목이 서대구 나들목으로, 대구 요금소가 서대구 요금소로 명칭 변경[28]
- 1995년 11월 7일 : 창녕 나들목 ~ 옥포 분기점 구간 29.9km 왕복 4차로 확장 개통 및 현풍 나들목, 논공공단 나들목 이설 및 논공공단 나들목이 달성 나들목으로 변경
- 1995년 12월 27일 : 내서 분기점 ~ 창녕 나들목 구간 34.4km 왕복 4차로 확장 개통[29]
- 1996년 7월 1일 : 기점을 '대구직할시 북구 금호동'에서 '대구광역시 북구 금호동'으로, 종점을 '경상남도 마산시 내서면'에서 '경상남도 마산시 내서읍'으로 변경. 주변지역의 시가화로 인하여 고속국도로서의 기능이 상실된 구마고속도로지선 노선 지정 폐지[30]
- 1997년 8월 27일 : 종점을 '경상남도 마산시 내서읍'에서 '경상남도 마산시 회원구 내서읍'으로 변경[31]
- 1999년 9월 16일 : 성서 나들목 ~ 서대구 나들목 2.42km 구간 왕복 6차로 확장 개통[32]
- 2000년 7월 7일 : 2004년까지 금호 분기점 ~ 서대구 나들목 구간 확장 공사를 위해 대구광역시 북구 금호동 ~ 서구 상리동 3.3km 구간 도로구역 변경[33]
- 2001년 8월 25일 : 기존 내서 분기점 ~ 현풍 분기점 구간을 중부내륙고속도로로 이관하고 노선번호를 제7호에서 제451호로 변경[34]
- 2003년 11월 27일 : 2007년까지 대구광역시 달서구 ~ 달성군 화원읍 구간 확장 공사를 위해 대구광역시 달서구 월암동 ~ 달성군 화원읍 설화리 4.864km 구간 도로구역 변경[35]
- 2004년 5월 22일 : 2004년 12월까지 서대구 ~ 금호 구간 확장 공사를 위해 대구광역시 북구 금호동 ~ 서구 상리동 3.3km 구간 도로구역 변경[36]
- 2005년 11월 1일 : 금호 방향 달성2터널 안에서 미사일 발사 추진체를 싣고 가던 화물차가 폭발하는 사고가 발생하여 인명 피해는 없었으나 사고 후 3일 동안 양방향 도로가 모두 불통된 일이 있었다.
- 2005년 11월 14일 : 2007년까지 왕복 6, 8차로 확장 공사 및 신천대로 4차로 신설 공사를 위해 대구광역시 달서구 용산동 ~ 월암동 3.86km 구간 도로구역 변경[37]
- 2006년 12월 5일 : 옥포 분기점 ~ 화원 요금소 왕복 10차로 확장 개통
- 2007년 : 화원 요금소 ~ 성서 나들목 확장공사 착공
- 2007년 6월 20일 : 성천로 도로 개설 공사로 인해 화원유원지 나들목 폐쇄

### 중부내륙고속도로지선
- 2008년 1월 3일 : 노선명을 '구마고속도로'에서 중부내륙고속도로지선(중부내륙선의 지선)으로 변경[38]
- 2008년 4월 14일 : 성서 ~ 옥포 구간 확장공사 시행 기간을 2010년으로 연기[39]
- 2009년 6월 30일 : 화원 나들목이 화원옥포 나들목으로 변경 및 이설[40][41]
- 2009년 9월 30일 : 확장공사 구간 일부 화원 나들목 ~ 남대구 나들목 구간 확장 개통, 남대구 나들목, 성서 나들목 구간 개량 공사 완료
- 2010년 6월 30일 : 남대구 나들목 ~ 성서 나들목 구간 확장 개통, 기존 화원옥포 나들목 ~ 서대구 나들목 간 10.6km 무료 구간을 폐지, 화원 요금소 폐지, 화원옥포 나들목, 남대구 나들목에 요금소 설치, 성서 나들목을 포함한 기존 남대구 나들목 ~ 서대구 나들목 구간 일부 차로를 신천대로의 구간으로 편입.[42]
- 2010년 7월 14일 : 화원옥포 나들목 ~ 성서 나들목 8.72km 구간 왕복 6, 8차선 확장 개통[43], 화원 요금소 ~ 서대구 요금소 구간을 무료에서 유료로 변경. 화원옥포 나들목, 남대구 나들목에 요금소를 설치하고 통행료 징수 개시, 기존 화원 요금소 폐쇄
- 2010년 12월 28일 : 도로명주소에 현풍 분기점부터 금호 분기점까지 30.0km 구간을 중부내륙지선고속도로로 고시[44]
- 2011년 10월 17일 : 2013년 12월까지 현풍천교 전면 개량공사를 위해 대구광역시 달성군 현풍면 원교리 ~ 성하리 740m 구간 도로구역 변경[45]
- 2015년 3월 27일 : 국토교통부고시로 기점을 '대구광역시 달성군 현풍면 지리', 종점을 '대구광역시 북구 금호동'으로 명시[46]
- 2016년 3월 29일 : 2016년 12월까지 현풍휴게소 하이패스 나들목 설치 공사를 위해 대구광역시 달성군 현풍면 성하리 구간 도로구역 변경[47]
- 2016년 12월 26일 : 유천 나들목 착공[48]
- 2017년 3월 8일 : 2017년 12월까지 유천 나들목 신설을 위해 대구광역시 달성군 화원읍 구라리 ~ 달서구 대천동 1.22km 구간 도로구역 변경[49]
- 2017년 7월 10일 : 유천 나들목 신설 사업 시행기간을 2018년으로 변경[50]
- 2018년 3월 29일 : 유천 나들목 개통[51]
- 2018년 5월 30일 : 현풍휴게소 내에 북현풍 나들목 개통[52]
- 2019년 8월 13일 : 2021년 10월 30일까지 금호 분기점 H램프 확장 공사를 위해 대구광역시 북구 금호동 ~ 팔달동 구간 도로구역 변경[53]

## 구성
차로수
- 현풍 분기점 ~ 옥포 분기점 : 왕복 4차로
- 남대구 나들목 ~ 서대구 나들목 : 왕복 6차로
- 화원옥포 나들목 ~ 남대구 나들목, 서대구 나들목 ~ 금호 분기점 : 왕복 8차로
- 옥포 분기점 ~ 화원옥포 나들목 : 왕복 10차로

총 연장
- 30km

제한속도
- 전 구간 100km/h, 최저 50km/h

### 터널
| 터널 이름 | 소재지                          | 길이   | 준공 년도 | 비고                                  |
| --------- | ------------------------------- | ------ | --------- | ------------------------------------- |
| 달성2터널 | 대구광역시 달성군 논공읍 본리리 | 993m   | 1995년    | 대구 방면                             |
| 달성2터널 | 대구광역시 달성군 논공읍 본리리 | 969m   | 1995년    | 현풍 방면                             |
| 달성터널  | 대구광역시 달성군 논공읍 본리리 | 565m   | 1977년    | 구 고속도로 구간 달성 나들목 진출입로 |
| 달성1터널 | 대구광역시 달성군 옥포읍 송촌리 | 1,387m | 1995년    | 대구 방면                             |
| 달성1터널 | 대구광역시 달성군 옥포읍 송촌리 | 1,362m | 1995년    | 현풍 방면                             |

## 나들목 · 분기점
- 여기서 숫자는 진출입교차점 (IC 및 JC) 번호를 말하고, TG는 요금소 (tollgate), SA는 (Service Area)를 뜻한다.
- 거리의 단위는 km이다.

| 번호                         | 이름                         | 로마자 이름                  | 구간 거리                    | 누적 거리                    | 접속 노선                                                                                       | 소재지                       | 소재지                       | 비고                                                                    |
| 45호선 중부내륙고속도로 직결 | 45호선 중부내륙고속도로 직결 | 45호선 중부내륙고속도로 직결 | 45호선 중부내륙고속도로 직결 | 45호선 중부내륙고속도로 직결 | 45호선 중부내륙고속도로 직결                                                                    | 45호선 중부내륙고속도로 직결 | 45호선 중부내륙고속도로 직결 | 45호선 중부내륙고속도로 직결                                            |
| ---------------------------- | ---------------------------- | ---------------------------- | ---------------------------- | ---------------------------- | ----------------------------------------------------------------------------------------------- | ---------------------------- | ---------------------------- | ----------------------------------------------------------------------- |
| 1                            | 현풍 분기점                  | Hyeonpung JC                 | -                            | 0.00                         | 45호선 중부내륙고속도로 국가산단북로 (국도 제5호선 (비슬로)) (국가지원지방도 제67호선 (비슬로)) | 대구광역시                   | 달성군                       | 현풍방향의 경우 중부내륙고속도로(양평방향) 진출 불가능 나들목 역할 병행 |
| SA 1-1                       | 현풍휴게소 북현풍            | Hyeonpung SA N.Hyeonpung     | 3.10                         | 3.10                         | 국도 제5호선 (비슬로) 국가지원지방도 제67호선 (비슬로)                                          | 대구광역시                   | 달성군                       | 양방향 하이패스 전용 나들목 금호방향 진입과 현풍방향 진출만 가능        |
| 2                            | 달성                         | Dalseong                     | 9.30                         | 12.40                        | 논공로·논공중앙로·논공중앙로52길                                                                | 대구광역시                   | 달성군                       | 금호방향 진입과 현풍방향 진출만 가능 구 논공공단 나들목                 |
| 3                            | 옥포 분기점                  | Okpo JC                      | 2.93                         | 15.33                        | 12호선 광주대구고속도로                                                                         | 대구광역시                   | 달성군                       | 금호방향의 경우 광주대구고속도로(광주방향) 진출 불가능                  |
| 4                            | 화원옥포                     | Hwawon-Okpo                  | 1.82                         | 17.15                        | 국도 제5호선 (비슬로) 국도 제26호선 (비슬로) 비슬로468길                                        | 대구광역시                   | 달성군                       | 구 화원 나들목                                                          |
| 5                            | 화원유원지                   | Hwawon Resort                |                              |                              | 사문진로                                                                                        | 대구광역시                   | 달성군                       | 금호방향 진입과 현풍방향 진출만 가능 2007년 6월 20일 폐쇄               |
| 5                            | 유천                         | Yucheon                      | 2.95                         | 20.10                        | 대구광역시도 제10호선 (달서대로) 성천로                                                         | 대구광역시                   | 달서구                       | 하이패스 전용 나들목 금호방향 진입과 현풍방향 진출만 가능               |
| 6                            | 남대구                       | S.Daegu                      | 3.14                         | 23.24                        | 대구광역시도 제11호선 (신천대로) 대구광역시도 제28호선 (구마로·성서공단로)                      | 대구광역시                   | 달서구                       | 현풍방향 진입과 금호방향 진출만 가능                                    |
| 7                            | 성서                         | Seongseo                     | 1.68                         | 24.92                        | 국도 제30호선 (달구벌대로) 대구광역시도 제40호선 (달구벌대로)                                   | 대구광역시                   | 달서구                       | 2010년 6월 30일 고속도로 나들목 기능 폐지 및 신천대로의 나들목으로 격하 |
| 8                            | 서대구                       | W.Daegu                      | 4.86                         | 28.10                        | 대구광역시도 제11호선 (신천대로) 대구광역시도 제54호선 (북비산로)                               | 대구광역시                   | 서구                         | 금호방향 진입과 현풍방향 진출만 가능 구 이현 분기점                     |
| 9                            | 금호 분기점                  | Geumho JC                    | 1.90                         | 30.00                        | 1호선 경부고속도로 55호선 중앙고속도로                                                          | 대구광역시                   | 북구                         |                                                                         |
| 55호선 중앙고속도로 직결     |                              |                              |                              |                              |                                                                                                 |                              |                              |                                                                         |

## 주요 통과지
대구광역시
- 달성군 (현풍읍 - 논공읍 - 옥포읍 - 화원읍) - 달서구 (대천동 - 월암동 - 월성동 - 본리동 - 장기동 - 용산동) - 서구 (중리동 - 상리동) - 북구 금호동

## 과거의내서 분기점~화원 나들목구간
아래 구간은 1995년 내서 분기점 ~ 옥포 분기점간 확장공사 이전의 것이다.
- 내서 분기점
- 칠원 교차로 - 3거리 평면 교차로 형태 (서측)
- (칠서 요금소) - 개방식
- 칠서 교차로 (현.칠서 나들목) - 3거리 평면 교차로 형태 (서측)
- 용성 교차로 - 3거리 평면교차로형태(동측)
- 남지 교차로 (현.남지 나들목) - 3거리 평면 교차로 형태 (서측)
- 도천 교차로 - 3거리 평면교차로형태(동측)
- 영산 교차로 (현.영산 나들목) - 3거리 평면 교차로 형태 (동측)
- 계성 교차로 - 3거리 평면 교차로 형태 (서측)
- 남창녕 교차로 - 3거리 평면 교차로 형태 (동측)
- 창녕 교차로 (현.창녕 나들목) - 4거리 교차로 형태
- 대지 교차로 - 3거리 평면 교차로 형태 (동측)
- 대합 교차로 - 3거리 평면 교차로 형태 (동측)
- 월포 교차로 - 3거리 평면 교차로 형태 (서측)
- 구지 교차로 (현.현풍 분기점) - 4거리 (세로형 4색 신호등) 형태
- 현풍휴게소 · 현풍 나들목 (현.북현풍 나들목) - 휴게소 북측 지하차도 활용
- 논공공단 나들목 (현.달성 나들목) - 마산방향 진입과 대구방향 진출만 가능
- 옥포 분기점
- (화원 요금소) - 개방식
- 화원 나들목 (현.화원옥포 나들목)

## 사진
중부내륙고속도로지선
- 대구광역시 달성군 옥포읍, 오르막차로 시작
- 대구광역시 달성군 옥포읍, 오르막차로 중간
- 대구광역시 달성군 옥포읍, 오르막차로 끝
- 대구광역시 달성군 논공읍 쌍산고개, 오르막차로 시작 예고 표지판
- 대구광역시 달성군 논공읍 쌍산고개, 오르막차로 시작
- 대구광역시 달성군 논공읍 쌍산고개, 오르막차로 중간
- 대구광역시 달성군 논공읍 쌍산고개, 오르막차로 끝

## 같이 보기
- 중부내륙고속도로
- 중앙고속도로
- 광주대구고속도로
- 신천대로